# Liga Deportiva Alajuelense
La Liga Deportiva Alajuelense conocida popularmente como “La Liga” es un club de fútbol profesional de Costa Rica fundado el 18 de junio de 1919 en la ciudad de Alajuela, desde su fundación juega en la Primera División de Costa Rica y es uno de sus equipos fundadores.Su sede es el Estadio Alejandro Morera Soto y sus colores son el rojo y el negro. 
El Alajuelense es uno de los clubes más laureados y populares de Costa Rica y el área de Concacaf al contar con 52 títulos oficiales, siendo estos 30 títulos de liga, 11 Copas nacionales, 1 Supercopas nacionales y 2 Recopa. Además tiene en sus vitrinas 8 trofeos internacionales oficiales: 2 Liga de Campeones de la Concacaf,  3 Copa Interclubes de la Uncaf,  1 Liga Concacaf y 2 Copa Centroamericana de Concacaf.
La Liga ha disputado diversos torneos nacionales e internacionales, tales como la Liga de Campeones de la Concacaf, Liga Concacaf, Copa Interclubes de la Uncaf y la Copa Interamericana. Así mismo destaca por ser el primer equipo costarricense  en haber disputado torneos sudamericanos, tales como  la Copa Sudamericanay la Copa Merconorte.Además de esto es el único equipo tradicional y sobreviviente de los fundadores de la Liga Nacional administrado por su afición.
En el año 2000 pasó a ocupar el puesto 27.º , según la IFFHS el cual fue el mejor puesto en este ranking para un club tico y centroamericano hasta ese momento, llegó a ser el primer equipo centroamericanoen aparecer en el escalafón de la Federación Internacional. En el año 2004 Alajuelense en ese entonces campeón de la Liga de Campeones de la Concacaf le gana la Copa Campeón de Campeones de América al Once Caldas de Colombia. campeón de la Copa Libertadores de América del respectivo año.
La Liga es el equipo más goleador de todos los torneos nacionales con más de 5200 anotaciones, más juegos disputados con más de 2900, más victorias con más de 1500 encuentros ganados, mejor promedio de gol por partido con 2,9 anotaciones por juego, es el primer y único equipo en ganar todos los partidos en un solo campeonato en 1941; también posee el invicto general más largo con 33 juegos, así como el mayor invicto como visitante y como local, equipo más victorias consecutivas con 13 en la Primera División de Costa Rica, más torneos de Copa conseguido con 11. Es el primer equipo de la región centroamericana en alcanzar las mil victorias.
Es el segundo equipo del fútbol costarricense más antiguo en actividad profesional, solo superado por el Club Sport Cartaginés, fundado en 1906. Tiene como sede el Estadio Alejandro Morera Soto, nombrado así en honor al legendario futbolista manudo Alejandro Morera Soto, mejor futbolista costarricense del siglo, según la IFFHS en 1998 y 2021  que destacó en el torneo nacional y jugó en clubes de Europa como el Fútbol Club Barcelona, el Hércules Club de Fútbol de Alicante y la selección de fútbol de Costa Rica entre 1925 y 1947. Sus rivales históricos son el Deportivo Saprissa, con el que disputa el Clásico Nacional, y el Club Sport Herediano con el que disputa el Clásico Provincial, este último también lo disputa con el Club Sport Cartaginés.
Es el equipo que más puntos ha acumulado a lo largo de todos los torneos nacionales. Precisamente en el año de 1999, el diario La Nación, en una nota titulada Alajuelense, el equipo más constante del siglo 21 en los campeonatos nacionales destacó al club como el equipo con mejor rendimiento en los campeonatos nacionales con un total de 234 puntos por sobre los demás competidores, mismo caso que FIFA rindiendo honor a Alajuelense mencionándolo en su página oficial en español como Alajuelense, ganador desde siempre.
Es el club costarricense con mayor cantidad de partidos consecutivos sin conocer la derrota, logrando 33 partidos de invicto en 1992. En el plano deportivo logra la gesta de cuatro campeonatos nacionales en forma consecutiva entre 1999-2003. Alajuelense lidera lista de futbolistas ticos en la selección de Costa Rica. Para el año de 1960  la escuadra del equipo liguista realizó una gira mundial visitando 12 países en 3 continentes.

## Historia

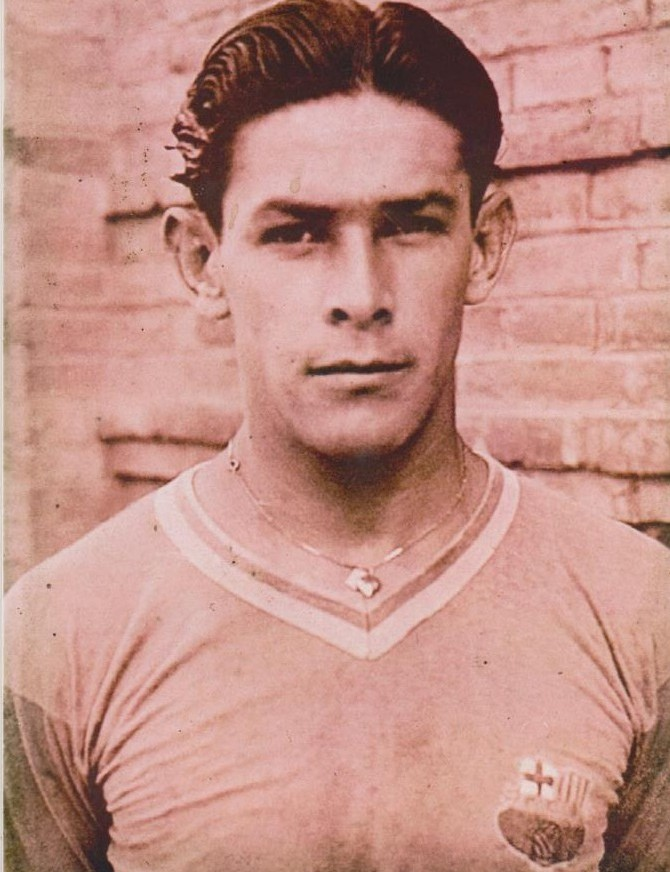
Alejandro Morera Soto, principal ídolo del club. El estadio de L.D. Alajuelense lleva su nombre. También jugó con el F. C. Barcelona siendo parte del tridente Los tres Mosqueteros con Berkessy y Cabanes en los años 30.

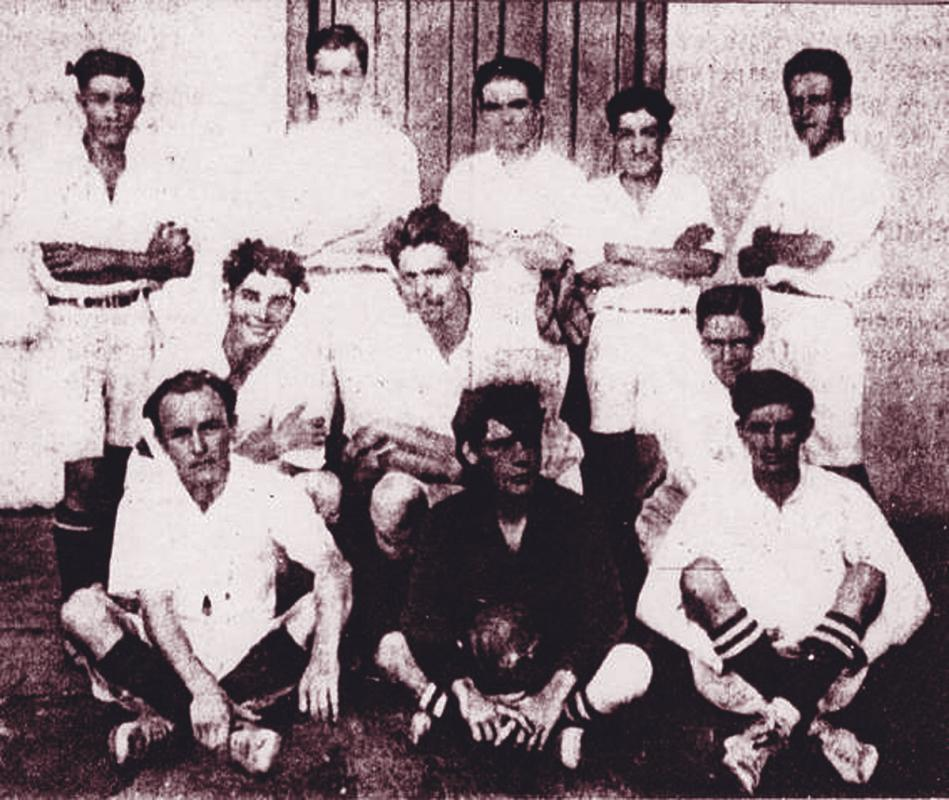
Esta fue el equipo ya con el nombre de Liga Deportiva Alajuelense en 1919.

### Inicios
El fútbol en Costa Rica toma mayor fuerza en los años entre 1894 y 1896 cuando los hijos de los cafetaleros que estudiaron en Inglaterra, así como los empresarios ingleses que tenían a cargo la instalación del tranvía en la capital introducen su práctica en los campos de La Sabana, en San José.

Ese fue el brote que después se difundió por todo el país, tanto que ya al iniciarse el presente siglo, por allá de 1902 a 1904, se rodaba el balón soccer por las plazas de Alajuela, en Heredia, lo mismo que en Cartago y en las otras provincias.

Introdujeron su práctica en los campos de La Sabana, en San José. Ese fue el brote que despertó en Alajuela y que después se difundió por todo el país, tanto que ya al iniciarse el pasado siglo XX, por allá de 1902 a 1904, se rodaba el balón de fútbol por las plazas de Alajuela y Heredia, así como en Cartago y en las otras provincias, siendo la provincia de Alajuela la pionera en el balompié tico.

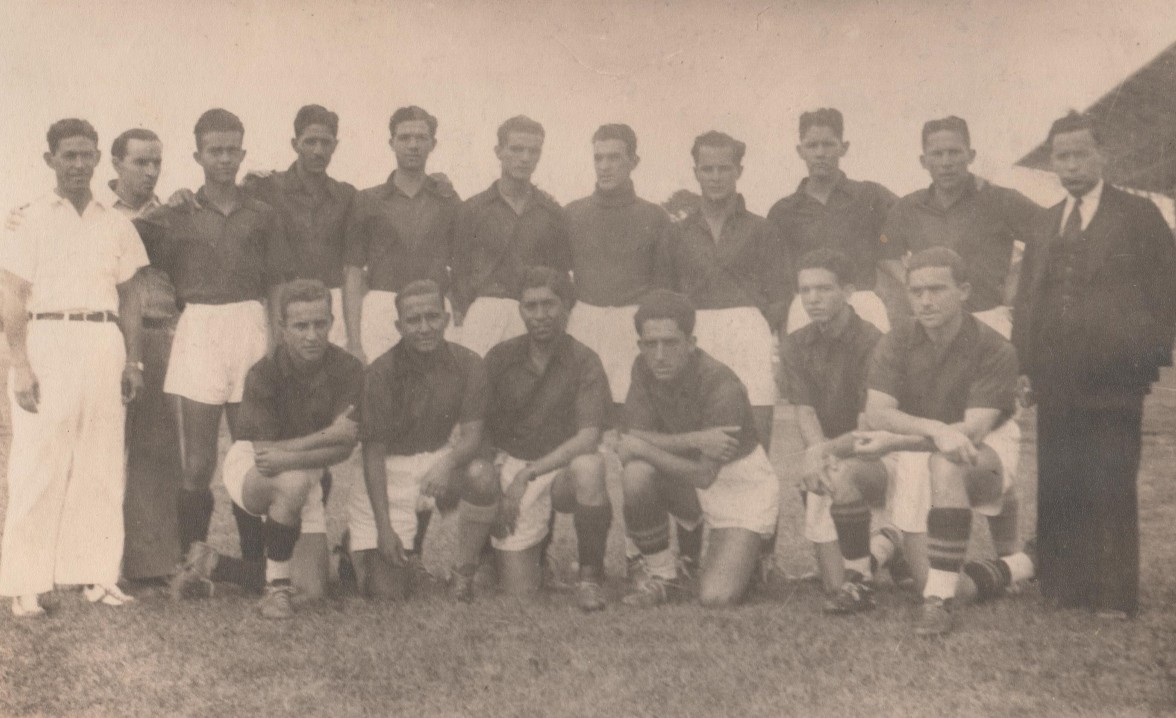
Único campeón invicto ganando todos sus juegos de Primera División, dirigidos por Alejandro Morera, 1941.

En la ciudad de Alajuela, Plaza Iglesias era el centro de este deporte en los albores del siglo XX. Fue el señor Samuel Montandón, (primer jefe de bomberos de Costa Rica) quien trajo en 1908 la primera bola de este deporte a la ciudad alajuelense. Fue él, quien comenzó a explicar las reglas del fútbol a los presentes.
Ya en 1910 se formó el primer equipo de la ciudad, El Electra y el primer partido formal que se jugó en Alajuela fue en la Plaza del Llano el 8 de diciembre de 1910. El Electra se enfrentó al equipo josefino Oriente, con victoria del El Electra obteniendo un juego de medallas por parte del expresidente de la República don Ricardo Jiménez Oreamuno.
Para 1912 aparece el equipo llamado Juan Rafael Mora. El antecedente más inmediato a la aparición de Liga Deportiva Alajuelense lo constituye el equipo C. S. 11 de abril que se forma el 11 de abril de 1914. Siete jugadores de este equipo darían vida, años más tarde a la institución liguista como la conocemos hoy.

### Liga Deportiva Alajuelense
El 18 de junio de 1919, nació Liga Deportiva Alajuelense, que a partir de un grupo de amigos, que en ese entonces integraban el equipo llamado C. S. 11 de abril, se reúnen en el Salón París, donde se ubica actualmente la Soda La Torcaz, al costado oeste del Parque Central de Alajuela, para darle a la provincia un nuevo equipo que perdurara en la ciudad y en el país, donde para el centenario del club que instaló una placa conmemorativa.

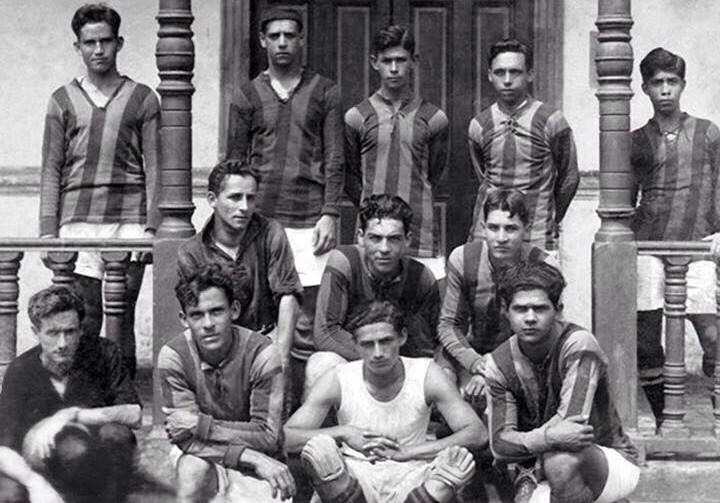
Primer equipo campeón de Primera División de Costa Rica en 1928, también fue el primer campeón de Copa en 1926.

Liga significa unión de deportistas o de asociaciones. Los fundadores fueron: Francisco Rosich Bou, Luis Castaing Castro, Francisco Rímola Di Biasso, Bartolo Rosabal Segura, Jorge Oreamuno Calderón, Tito Livio Solera Castro y Jorge Luis Solera Oreamuno.

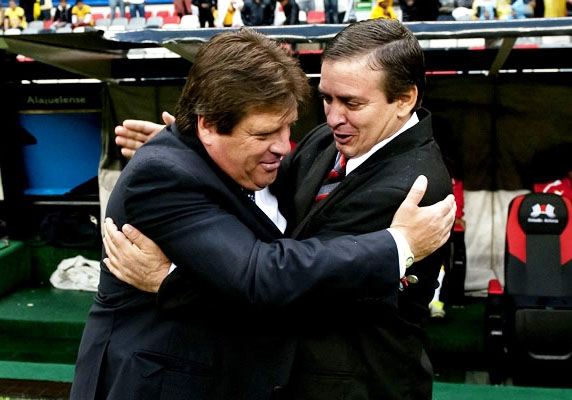
Óscar Ramírez, director técnico con más Campeonatos Nacionales y juegos dirigidos.

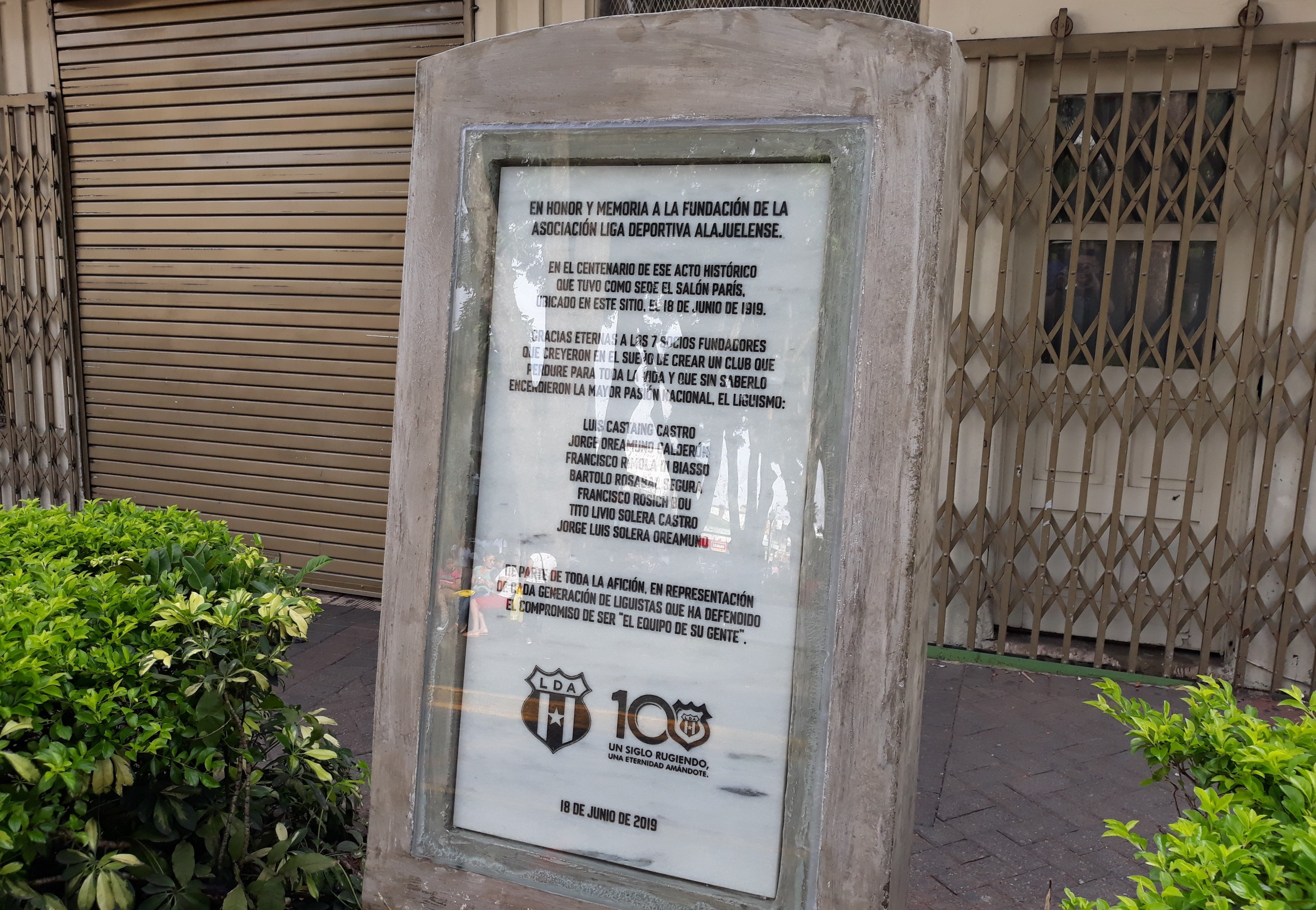
Placa ubicada en sitio de fundación del club.

El 2 de agosto de 1919 en la ciudad de Cartago, Liga Deportiva Alajuelense juega el primer encuentro en la historia del club, obteniendo la victoria 3 goles por 1 frente al Atlético Cartaginés.
En ese cotejo participaron:
Luis Castaing Castro, Alberto Porras Benavídez, Jorge Luis Solera Oreamuno, Carlos Bastos, Francisco Rímola, Tito Livio Solera, Homer Nais Martínez, Claudio Tuto Alfaro, Francisco Luna, Heriberto Chavarría, Víctor Chavarría, Alberto Hutt Chaverri, Manuel Ángel Ortiz, Héctor González, Abel Gutiérrez, Víctor Ocampo, Virgilio Chaverri Ugalde, Roberto Figueredo Lora (capitán).
La historia del fútbol en Costa Rica no puede escribirse sin la participación de la institución Alajuelense, la cual cuenta con el respaldo y apoyo de más del ~46% de aficionados del país, lo cual lo cataloga como uno de los clubes de fútbol más populares de Costa Rica. Alajuelense fue parte de los 7 equipos que constituyeron la Liga Nacional de Fútbol en 1921, junto a los equipos del Club Sport La Libertad, Sociedad Gimnástica Española, Club Sport Herediano, Club Sport Cartaginés, Club Sport La Unión de Tres Ríos, y la Sociedad Gimnástica Limonense.
Desde el primer Campeonato Nacional en 1921, Liga Deportiva Alajuelense ha estado presente y nunca ha perdido la categoría de equipo de la primera división.
En esta trayectoria han destacado siempre grandes figuras, futbolistas emblemáticos que han marcado el desarrollo de la organización en distintas épocas como don José Luis Solera Oreamuno, Alejandro Morera Soto, Salvador Soto Villegas más conocido como el Indio Buroy, José Luis Chime Rojas, Carlos Álvaro Villalobos, Juan José Gámez Rivera, Errol Daniels Hibbert, Juan Ulloa Ramírez, Alejandro González, Mauricio Montero Chinchilla, Javier Delgado, Wilmer López, Luis Antonio Marín Murillo, Bryan Ruiz por citar algunos ejemplos de esos grandes jugadores que han formado parte de esta Institución.
A eso también se suman grandes dirigentes que han conducido la institución desde la Junta Directiva, órgano que maneja los destinos del club por designación de la asamblea general de asociados.
Entre esos dirigentes se pueden destacar Lic. Ramón Aguilar Soto, primer presidente, Tobías Sánchez Mondragón, Jorge Oreamuno Calderón, Jorge Rojas Espinoza, Armando Saborío Vargas, Carlos Bolaños Araya, impulsor de la compra de los terreno donde está el estadio en 1940, José Llobet Comadrán, Lic. César Rojas Ulloa, Lic. Roberto Chacón Murillo quien tuvo a su cargo la remodelación del Estadio Morera Soto a finales de los 70 y principios de los 80.
Como motivo del centenario del club, en 2019, el torneo de Apertura fue dedicado a Liga Deportiva Alajuelense.

## Estadio

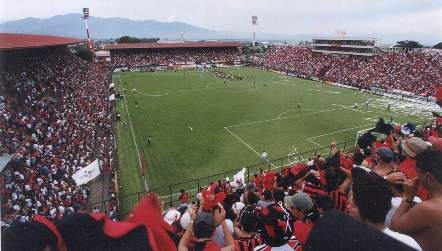
Estadio Alejandro Morera Soto.

El Estadio Alejandro Morera Soto se localiza en El Llano de Alajuela y lleva el nombre de Alejandro Morera Soto”El mago del balón” bautizado así en 1961 en reconocimiento a su gran trayectoria tanto dentro cómo fuera del terreno de juego y no solo Costa Rica sino también en España donde militó en el F. C. Barcelona. Su corazón está enterrado en la gradería Este.El proyecto de contar con el propio estadio se gestó en 1938; en 1940 se adquirieron los terrenos y dos años después el equipo rojinegro jugó el primer partido en su nueva cancha.
En su momento, el estadio de la Liga contó con la mejor gramilla natural de Centroamérica; en 2008 se instaló una moderna gramilla sintética y posteriormente se volvió a una gramilla natural. Su aforo de 17700 espectadores lo convierte en el tercero más grande del país, sin embargo para eventos especiales como conciertos puede adecuarse para albergar alrededor de 28000 personas. Cuenta con un gimnasio, clínica médico deportiva, y una sala fisioterapeuta. La sala de sesiones guarda en su interior la historia de Liga Deportiva Alajuelense: los más de 500 trofeos en diferentes ámbitos que marcan las distintas épocas y logros de la institución son identidad del fútbol tico y de Alajuelense.
En el 2009 se instalan las primeras vallas electrónicas en Centroamérica y Panamá. Incluso pocos clubes de fútbol en América del Norte y Suramérica contaban con una tecnología de este tipo. En el 2014 se estrenó un novedoso sistema de vallas publicitarias led, el mejor de Costa Rica, Centroamérica y el Caribe. Actualmente toda la energía que usa el estadio es 100% solar, lo que lo convierte en el único estadio de toda Centroamérica, México y el Caribe, y además uno de los pocos a nivel global en ser abastecido por completo a base de energía renovable mediante la utilización de paneles solares. En el 2009 la gramilla fue certificada con las dos estrellas de la FIFA, esta es la máxima calificación que se le puede brindar a una gramilla por parte del máximo ente del fútbol mundial, la cual es necesaria para efectuar juegos internacionales clase A, a nivel de clubes y selecciones nacionales. El estadio además cuenta con palcos para personas en silla de ruedas más una rampa para acceso.
El 20 de julio de 2016 se celebró el 50 aniversario de llamarse Alejandro Morera Soto. En el 2017 Alajuelense comienza la transición de césped artificial para instalar gramilla híbrida, sería el primer estadio con este tipo de césped en América. La Liga Deportiva Alajuelense cuenta con un centro de alto rendimiento destinado al desarrollo de las ligas menores y también a facilitar el trabajo del equipo de Primera División. El complejo, ubicado en Turrúcares de Alajuela, cuenta con 5 canchas de fútbol, 3 de césped híbrido y 2 de césped sintético, gimnasio acondicionado con la última tecnología, consultorio médico y por la sala de fisioterapia con 8 camillas.
En octubre de 2021 se inauguran las residencias Don Pedro del Centro de Alto Rendimiento, con capacidad para 70 jóvenes entre los 3 a los 20 años, cuenta con 50 habitaciones.
| - Gradería Norte Marvin Gordon - Gradería Sur Alejandro González - Gramilla Álvaro Vega - Camerino Francisco Álvarez - Gimnasio, Primer Equipo Carlos Alvarado - Gimnasio, Liga Menor Juan José Gámez - Gimnasio, Multiuso Salvador Soto - Consultorio Médico Longino Soto - Palcos Oeste José Luis Rojas |

Por su aporte a la institución, secciones del inmueble han sido nombradas en homenaje a estas personas.

## Datos del club

### Datos
Alajuelense fue parte de los 7 equipos que constituyeron la Liga Nacional de Fútbol en 1921, en esta trayectoria han destacado siempre grandes figuras, futbolistas emblemáticos que han marcado el desarrollo de la organización en distintas épocas. Desde el primer Campeonato Nacional ha estado presente y nunca ha perdido la categoría de equipo de la primera división, a esto se suma una rica historia llena de grandes logros.
Ranking IFFHS  82 al 16 de mayo de 2023.
     
Ranking CONCACAF 58 al 16 de mayo de 2023.
Última actualización: 16 de mayo de 2023.

#### Récords
Para más detalles ver.

##### Institucional.
- Mejor puesto en ranking de clubes de la IFFHS: 27.º en el 2000 .[122][123]
- Mas juegos sin perder en torneos cortos, 27 2020-21.[124]
- Mejor puesto ocupado por un equipo centroamericano en ranking de clubes de la IFFHS: 27.º en el 2000 .[31]
- Juegos seguidos de Primera División más prolongados de un club sin perder con otro: 40 vs A. D. Carmelita.[125][126]
- Club más goleador en Primera División: +5000 goles marcados.[127][128]
- Equipo en ganar una primera fase con la mayor diferencia de puntos con respecto a un inmediato: 12, ante Saprissa en 2019.[129][130]
- Único equipo en anotar en todos los juegos de fase regular en torneos cortos: en 22 jornadas, 2019.[131][132]
- Club más goleador en su propio estadio en Primera División: Estadio Alejandro Morera Soto, +3.334 goles en +1.218 juegos, promedio de 2.7.[133][134]
- Club más goleador jugando de local en Primera División: +870 victorias.[135]
- Club más juegos disputados de local en Primera División: +1381 juegos.[135]
- Club con más títulos de Copa: 11.[136]
- Club con más títulos de goleo en los torneos de Copa: 7.[137]
- Mejor racha sin perder de local: 49 entre 1980-82.[138]
- Mejor racha sin perder de local ante un rival: 31, ante Turrialba.[139]
- Juegos consecutivos invicto en Primera División: 33 en 1992 .[51]
- Club con más juegos disputados: +2.823.[140][141][142][143]
- Club con más anotaciones en una década en Primera División: 854 entre 1991-99.[144]
- Club con más anotaciones en una década en Primera División como local: 520 entre 1991-99.[145]
- Club con más victorias en Primera División: +1.522.[146][147][148]
- Más victorias seguidas por Campeonato Nacional: 13 entre 1997-98.[149]
- Mejor promedio de gol por partido: 1,8.[150][151]
- Juegos de local consecutivos invicto en su propio estadio, Alejandro Morera Soto: 48, entre 1980-82.[152]
- Juegos consecutivos invicto jugando como visitante: 25 entre 1969-71.[153]
- Más victorias consecutivas como visitante: 9, en 2019.[154][155]
- Club con más partidos en finales: 52.
- Con más partidos en pentagonales finales: 88.
- Con más partidos en hexagonales finales: 30.
- Más juegos en finales de segundas fases: 18.
- Más juegos en cuadrangulares previas a semifinales: 22.
- Con más partidos en series de ida y vuelta previas a finales o semifnales: 22.
- Con más juegos de temporada regular en Primera División: 2490.
- Con más juegos de post-temporada en Primera División: 337.[156]
- Con más juegos como local en Primera División: 1418.
- Con más juegos como visitante en Primera División: 1405.
- Con más victorias de temporada regular en Primera División: 1332.
- Con más victorias como local en Primera División: 891.
- Con más victorias como visitante en Primera División: 587.
- Mas finales disputadas por Campeonato Nacional: 26.[157][158]
- Mas finales ganadas por Campeonato Nacional: 14.[157][159]
- Estadio con más finales disputadas: Estadio Morera Soto, con 22.[160]
- Único equipo en ganar todos los partidos en un solo campeonato: 1941.[161][162]
- Gira internacional de un club costarricense con más juegos: 24 en 1960.[163][164][165][166][167][168]
- Más jugadores de un club nacional convocados a la selección de Costa Rica para una Copa del Mundo: 9 en 2002.[169]
- Primer equipo tico monarca del Campeonato Centroamericano y del Caribe: 1961
- Primer equipo tico monarca de la Concacaf: 1986, 2004.[141][170]
- Primer equipo tico monarca del Torneo los Grandes de Centroamérica: 1996.[141]
- Primer equipo tico monarca Copa Interclubes de la UNCAF: 2002, 2005.[141]
- Primer y único conjunto centroamericano en jugar en la Copa Merconorte, de la Conmebol: donde consiguió el quinto lugar, 2000.[141]
- Primer campeón sin necesidad de una final: 1983.[141]
- Primer equipo en lograr 100 goles en una temporada: 1994-95.[141]
- Mayor cantidad de juegos consecutivos anotando en torneos cortos: 28, en 2019.[171][172][173][174][175][176][177][178][179]
- Más puntos conseguidos como visitante en torneos cortos: 28 en 11 juegos, en 2019.[180]

##### Individual.
- Más campeonatos de goleo conseguidos: 32.[181]
- Más goleadores diferentes en Primera División: 20.[181]
- Mejor anotador con un solo club costarricense en torneos de CONCACAF:  Josef Miso, 12.[182]
- Mejor anotador nac. con un solo club costarricense en torneos de CONCACAF:  Froylán Ledezma, 10.
- Extranjero con más juegos en torneos de CONCACAF:  Josef Miso, 22.[183]
- Costarricense con mejor promedio de anotación de la historia:  Errol Daniels, 234 en 343 partidos, 0.68 goles por juego.[184]
- Más goles conseguidos en una temporada de Primera División: Errol Daniels, 41 en 1967[185]

- Más títulos de goleo de Primera División:  Errol Daniels, 6 .[184]
- Más títulos de goleo consecutivos de Primera División:  Errol Daniels, 5 entre 1964-68.[186]
- Más goles marcados en juegos consecutivos: Errol Daniels, 15 goles en 11 encuentros en 1967.[187]
- Jugador con mejor promedio de anotación nacional: Errol Daniels, 196 en 242 juegos, promedio de 0,81.[188][184]
- Jugador con mejor promedio de goles en un campeonato:  Errol Daniels, 1,16 goles por encuentro en 1967.[189]
- Jugador con más anotaciones con un solo club:  Errol Daniels, 196.[190]
- Más juegos sin recibir anotaciones: 9 en 2002-03, con  Ricardo González y  Álvaro Mesén como arqueros.[191]
- Más anotaciones en una final: 3,  Erick Scott en 2001-2002.[192]
- Extranjero con más títulos: Con 5  Josef Miso,  Pablo Izaguirre y  Pablo Gabas (3 los consiguió nacionalizado costarricense).[193][194]
- Extranjero con más goles anotados en Primera División:  Josef Miso, 73.[195][196][197][198]
- Extranjero con más goles anotados en torneos cortos:  Roger Rojas, 20.[199][200]
- Jugador con más anotaciones en finales de Copa/Liga de Campeones de CONCACAF: 2,  Juan Cayasso,  Luis Fernández en 1986;  Wilmer López,  Alejandro Alpízar en 2004.[201][202]
- Jugador con más anotaciones en un juego de final de Copa/Liga de Campeones de CONCACAF: 2,  Alejandro Alpízar en 2004.[202]
- Extranjero con más juegos internacionales:  Josef Miso, con 46.[203][204]
- Jugador con más títulos de goleo en los torneos de Copa:  Alejandro Morera, 3.[205]
- Jugador con más goles en clásicos con un solo equipo:  Jonathan McDonald, 17.[206][207][208][209][210][211]
- Mas goles anotados en un juego al inicio de un campeonato:  Alejandro Morera, 4 anotaciones en 1929.[212]
- Jugador centroamericano con más anotaciones en Copa Sudamericana: 2  Rolando Fonseca.
- Jugador de un club centroamericano con más anotaciones en Copa Merconorte: 3  Claudio Ciccia.
- Jugador de un club centroamericano con más anotaciones torneos de CONMEBOL: 3  Claudio Ciccia.
- Única jugadora de Costa Rica en el equipo ideal de todos los tiempos CONCACAF:  Shirley Cruz.
- Único jugador de Costa Rica en el equipo ideal de todos los tiempos CONCACAF:  Bryan Ruiz.
- Mejor futbolista costarricense del siglo XX:  Alejandro Morera Soto.

#### Participaciones internacionales
Nota: en negrita se muestran las ediciones que fue campeón y competencias activas.
| Internacional                              | Internacional |
| Competencia                                | Edición |
| ------------------------------------------ | --- |
| Copa Interamericana (1)                    | 1987 |
| Copa/Liga de Campeones de la Concacaf (28) | 1962, 1968, 1971, 1973, 1986, 1988, 1991, 1992, 1993, 1995, 1996, 1997, 1998, 1999, 2000, 2002, 2003, 2004, 2006, 2008-09, 2011-12, 2012-13, 2013-14, 2014-15, 2021, 2023, 2024, 2025 |
| Liga Concacaf (4)                          | 2017, 2020 2021, 2022 |
| Copa Interclubes Uncaf (12)                | 1972, 1973, 1996, 1997, 1999, 2000, 2001, 2002, 2003, 2005, 2006, 2007 |
| Copa Merconorte (1)                        | 2000 |
| Copa Sudamericana (1)                      | 2006 |
| Copa Centroamericana de Concacaf (3)       | 2023, 2024, 2025 |
| Centroamericano de Concacaf (5)            | 1968, 1973, 1988, 1991, 1992 |

1. Liga de Campeones de Concacaf incluye Copa de Campeones.
2. Copa Interclubes de la Uncaf incluye Copa Fraternidad Centroamericana y el Torneo Grandes de Centroamérica

## Afición
Los aficionados de Alajuelense, son seguidores a un club que ha logrado mantenerse por un centenar de años, con sentido de pertenencia, aseguran un apoyo permanente al social y desarrollo deportivo de las mujeres, la infancia, la juventud y las personas con discapacidades, no solo circunscrito geográficamente a la provincia de Alajuela sino a toda Costa Rica. Una realidad avalada por más de cien años de historia de la entidad.
A esto se une la Agrupación Somos La Liga que es un grupo independiente y multidisciplinario de asociados de Alajuelense, los cuales colaboran en diversas actividades, como campañas de concientización, organización de eventos, inclusión, entre otros.
|  | 30 % |

|  | 48 % |

|  | 22 % |

CID Gallup: margen de error de +/- 2.78 puntos y un nivel de confianza del 95%., actualizado el 26 de enero de 2021
Es junto al Saprissa la afición más numerosa de Costa Rica, debido a que ambos son seguidores de los equipos más populares del país, resultado que en la práctica lideran las asistencias durante el Campeonato Nacional. Los seguidores del Alajuelense se concentran en mayor medida fuera del Gran Área Metropolitana, lo que indica que la simpatía por el equipo es a nivel nacional y no solo provincial.

### Barra
La barra de Liga Deportiva Alajuelense se llama La 12, fue fundada en 1991. Al comienzo de esta barra, dos amigos debutaron en lo más alto de la gradería norte del estadio Alejandro Morera Soto a saltar y cantar por 90 minutos. Al pasar de los meses, otros aficionados se fueron incorporando a la barra que al inicio se hacía llamar La Turba. El apelativo de La Doce, nombre se escogió porque en la cancha hay 11 jugadores y mucha gente decía que la barra era el jugador número 12. En agosto del 2000, fue la primera barra tica organizada en salir del país. Los manudos se fueron de viaje a Panamá. También ha realizado viajes a Estados Unidos y México como barra organizada, Uno de los mayores logros como 12 es el bombo gigante que costó más de $4.000, es el más grande de Centroamérica y de los más grandes de América Latina. La cantidad de integrantes es de alrededor de 2 mil personas. Dentro de La 12 hay también muchos subgrupos. Algunos de ellos son: Quilombo Rojo, Los de Chepe, Los de Heredia, Los Occidente, Canallas, La Seis, Desampa, Los Poetas del Tablón, La 15, Los Funebreros.

### Día del Liguismo
El día del liguismo nació como una iniciativa y se empezó a llevar a cabo por parte de un grupo de socios y aficionados liguistas en el año 2012. El objetivo principal fue crear un evento para celebrar el hecho de ser manudos. La fecha elegida para ser bautizada con este nombre es el 18 de junio, en honor a la fundación del club. La afición eriza es considerada como una de las aficiones más fieles y apasionadas de Centroamérica, reconocida por innovar cuando se trata de alentar al equipo a nivel nacional e internacional.
La exposición del club se da en medios de comunicación como Corazón Manudo, un programa radial de L. D. Alajuelense que se transmite en Radio Actual y Facebook Live. El 26 de octubre de 2017, Liga Deportiva Alajuelense extiende el proyecto Corazón Manudo a nivel televisivo, transmitiendo por la cadena de televisión Repretel para Costa Rica.
En 2020 lanza su plataforma de contenido audiovisual Liga PASS.
Para el 2019, el día del liguismo tuvo una edición especial conmemorando el centenario del club.

## Organización
L. D. Alajuelense es una asociación deportiva que fomenta el desarrollo integral de sus afiliados, con fundamentos sólidos y responsabilidad para la sana convivencia en la sociedad.

### Dirección Administrativa
| - Presidente: Joseph Joseph - Secretario: León Weinstock - Vocal I: Tara Key - Fiscal Financiero: Luis Guillermo Salazar | - Vocal II: Óscar Alvarado - Gerente General: - - Vicepresidente: Raúl Pinto - Prensa: Daniel Sanabria | - Gerente Mercadeo: Oliver Nowalski - Gerente Operaciones: Jorge Bermúdez - Vocal III: Ricardo Prada | - Tesorero: Rigoberto Carvajal - Prosecretario: Marco Zuñiga - Prosecretario: Tomás Guardia - Fiscal: Juan Carlos Tristán |

### Dirección Deportiva
El objetivo es que todas las categorías del club jueguen de la misma manera y entrenen bajo una misma metodología, donde todas estén enfocadas bajo una misma línea de juego, además de formar futbolistas para convertir al club en autofinanciable, captar y desarrollar el talento costarricense.
| - Director Deportivo: Carlos Vela | - Director Liga Menor: Jaime Pascual | - Coordinador de Desarrollo y Rendimiento: Álvaro Solano |

### Presidentes del club
Presidentes de la junta directiva del club desde su fundación, algunos llegaron a ocupar el cargo en más de una ocasión, solo se menciona su primera presidencia.
| Presidentes de L. D Alajuelense | Presidentes de L. D Alajuelense | Presidentes de L. D Alajuelense | Presidentes de L. D Alajuelense | Presidentes de L. D Alajuelense | Presidentes de L. D Alajuelense | Presidentes de L. D Alajuelense | Presidentes de L. D Alajuelense | Presidentes de L. D Alajuelense | Presidentes de L. D Alajuelense | Presidentes de L. D Alajuelense | Presidentes de L. D Alajuelense |
| 1919-1944                       | 1919-1944                       | 1919-1944                       | 1919-1944                       | 1944-1988                       | 1944-1988                       | 1944-1988                       | 1944-1988                       | 1989-                           | 1989-                           | 1989-                           | 1989-                           |
| ------------------------------- | ------------------------------- | ------------------------------- | ------------------------------- | ------------------------------- | ------------------------------- | ------------------------------- | ------------------------------- | ------------------------------- | ------------------------------- | ------------------------------- | ------------------------------- |
| 1.                              |                                 | Ramón Aguilar Soto              | 1919                            | 11.                             |                                 | Enrique Riba Muñoz              | 1945                            | 21.                             |                                 | Gonzalo Fajardo Salas           | 1989                            |
| 2.                              |                                 | Alberto Sánchez Mondragón       | 1922                            | 12.                             |                                 | Jorge Rojas Espinoza            | 1949                            | 22.                             |                                 | Longino Soto Pacheco            | 1990                            |
| 3.                              |                                 | Rodolfo Castaing Castro         | 1923                            | 13.                             |                                 | Evelio Martínez Soto            | 1954                            | 23.                             |                                 | Mario Chacón Soto               | 1994                            |
| 4.                              |                                 | Víctor Manuel Elizondo          | 1924                            | 14.                             |                                 | José Llobet Comadrán            | 1956                            | 24.                             |                                 | Rafael Solís Zeledón            | 1998                            |
| 5.                              |                                 | Enrique Riba Morella            | 1924                            | 15.                             |                                 | Braulio Miranda Flores          | 1965                            | 25.                             |                                 | Rafael Ortiz Fábrega            | 2002                            |
| 6.                              |                                 | José María Cordero Cháves       | 1925                            | 16.                             |                                 | Miguel Rodríguez Gómez          | 1973                            | 26.                             |                                 | Rafael Alfaro Vargas            | 2006                            |
| 7.                              |                                 | Virgilio Chaverri Ugalde        | 1927                            | 17.                             |                                 | Armando Saborío Vargas          | 1975                            | 27.                             |                                 | Jorge Hidalgo Vega              | 2008                            |
| 8.                              |                                 | Jorge Ruíz Rodríguez            | 1931                            | 18.                             |                                 | Roberto Chacón Murillo          | 1978                            | 28.                             |                                 | Raúl Pinto Odio                 | 2010                            |
| 9.                              |                                 | Carlos Bolaños Araya            | 1940                            | 19.                             |                                 | Francisco Murillo Solís         | 1986                            | 29.                             |                                 | Fernando Ocampo Sánchez         | 2016                            |
| 10.                             |                                 | César Rojas Ulloa               | 1942                            | 20.                             |                                 | Gerardo Alfaro Lara             | 1987                            | 30.                             |                                 | Joseph Joseph                   | 2023                            |

#### Primera junta directiva de la institución
La primera junta directiva la constituyeron el Lic. Ramón Aguilar Soto; presidente, Jorge Oreamuno Calderón; secretario, Alberto Sánchez Mondragón; tesorero, Tobías Sánchez Mondragón; fiscal, Tito Livio Solera Castro; vocal, Francisco Rosich Bou; vocal, Francisco Rímola Di Biasso, Luis Castaing Castro; vocal Bartolo Rosabal Segura; vocal, Tomás Sánchez Mondragón; fiscal y Jorge Luis Solera Oreamuno; capitán general.
| - Presidente: Ramón Aguilar Soto | - Secretario: Jorge Oreamuno Calderón | - Tesorero: Alberto Sánchez Mondragón | - Fiscales: Tobías Sánchez Mondragón, Tomás Sánchez Mondragón |

## Palmarés
La Liga Deportiva Alajuelense ha ganado 52 títulos oficiales durante sus 106 años de historia. Entre ellos destacan a nivel nacional 30 ligas de Primera División de Costa Rica, 11 Torneo de Copa de Costa Rica, 1 Supercopa de Costa Rica, y 2 Recopa de Costa Rica. A nivel internacional logró 2 títulos de Copa/Liga de Campeones de la Concacaf,2 de Copa Centroamericana de Concacaf, 1 de Liga Concacaf, 1 de Grandes de Centroamérica, 2 de Copa Interclubes de la Uncaf además disputó 1 Copa Interamericana.
Nota: en negrita competiciones vigentes en la actualidad. Indicado el récord del torneo  y el compartido 

### Títulos nacionales (45 títulos oficiales)
| Competición Nacional                   | Títulos | Subcampeonatos |
| -------------------------------------- | --- | --- |
| Primera División de Costa Rica (30/31) | 1928, 1939, 1941, 1945, 1949, 1950, 1958, 1959, 1960, 1966, 1970, 1971, 1980, 1983, 1984, 1991, 1992, 1995-1996, 1996-1997, 1999–2000, 2000-2001, 2001-2002, 2002-2003, 2004-2005, Invierno 2010, Verano 2011, Invierno 2011, Invierno 2012, Invierno 2013, Apertura 2020. | 1929, 1943, 1948, 1952, 1957, 1962, 1965, 1967, 1969, 1972, 1985, 1986, 1989, 1993-1994, 1994-1995, 1997-1998, 1998-1999, 2006-2007, Verano 2008, Invierno 2008, Verano 2014, Verano 2015, Invierno 2015, Verano 2016, Apertura 2019, Clausura 2020, Clausura 2022, Clausura 2023, Clausura 2024, Apertura 2024, Clausura 2025 |
| Copa de Costa Rica (11/3)              | 1926, 1928, 1937, 1941, 1944, 1948, 1949, 1974, 1977, 2023, 2025. | 1938, 1947, 1956. |
| Supercopa de Costa Rica (1/1)          | 2012. | 2021. |
| Recopa de Costa Rica (3)               | 1967, 2024. 2025 | |
| Segunda División de Costa Rica (1/3)   | 1940 | 1926, 1930, 1934 |
| Liga Nacional de Fútbol Aficionado (5) | 1931, 1939, 1949, 1952 y 1955 | |

### Títulos internacionales (8 títulos oficiales)
| Competición Internacional              | Títulos     | Subcampeonatos    |
| -------------------------------------- | ----------- | ----------------- |
| Liga de Campeones de la Concacaf (2/3) | 1986, 2004. | 1971, 1992, 1999. |
| Copa Centroamericana de Concacaf (2)   | 2023, 2024. | -                 |
| Copa Interclubes de la Uncaf (2/2)     | 2002, 2005. | 1999, 2000.       |
| Torneo Grandes de Centroamérica (1)    | 1996        |                   |
| Liga Concacaf (1/1)                    | 2020        | 2022.             |
| Copa Interamericana (0/1)              | -           | 1987.             |

En negrita se muestran las ediciones que fue campeón invicto y competencias activas.
- Competiciones internacionales oficiales hasta el momento, por confirmar Centroamericanos de CONCACAF de 1988 y 1992.[293]
- L. D. Alajuelense consigue el campeonato de 1940 con el equipo de Segunda División teniendo equipo en Primera División, por esa razón ese año no hubo promoción, Para 1931, 1939, 1949, 1952 y 1955 el tercer equipo de L. D. Alajuelense se corona campeón de Tercera División.
- Alajuelense juega todos sus partidos oficiales de Campeonato Nacional y Copa cómo local en San José, en el Estadio Nacional entre los años 1926-1946, logrando los títulos de Liga en 1928, 1939, 1941, 1945 y Copa en 1926, 1928, 1937, 1941, 1944.[294]
- Los torneos cortos de Apertura/Clausura son oficiales, sin embargo, por el formato del campeonato no se reconoce como un Campeonato Nacional.

### Campeonatos secundarios

#### Campeonatos Internacionales
- Campeón Centroamericano de CONCACAF (2/2): 1988, 1992.[295][296][297][298][299]

Subcampeón: 1973, 1989.

#### Campeonatos nacionales
- Campeón de Clausura (5/3): C 99-00, C 00-01, C 01-02, C 02-03, C 04-05.[301][302]

Subcampeón: C 97-98, C 05-06, C 06-07.
- Campeón de Apertura (4/1): A 97-98, A 99-00, A 00-01, A 02-03.[303][304]

Subcampeón: A 06-07
- Campeón Torneo Relámpagos de Fútbol de Costa Rica (2/2): 1944, 1945.[305][306][307][308]

Subcampeón: 1975, 1981.

### Dobletes

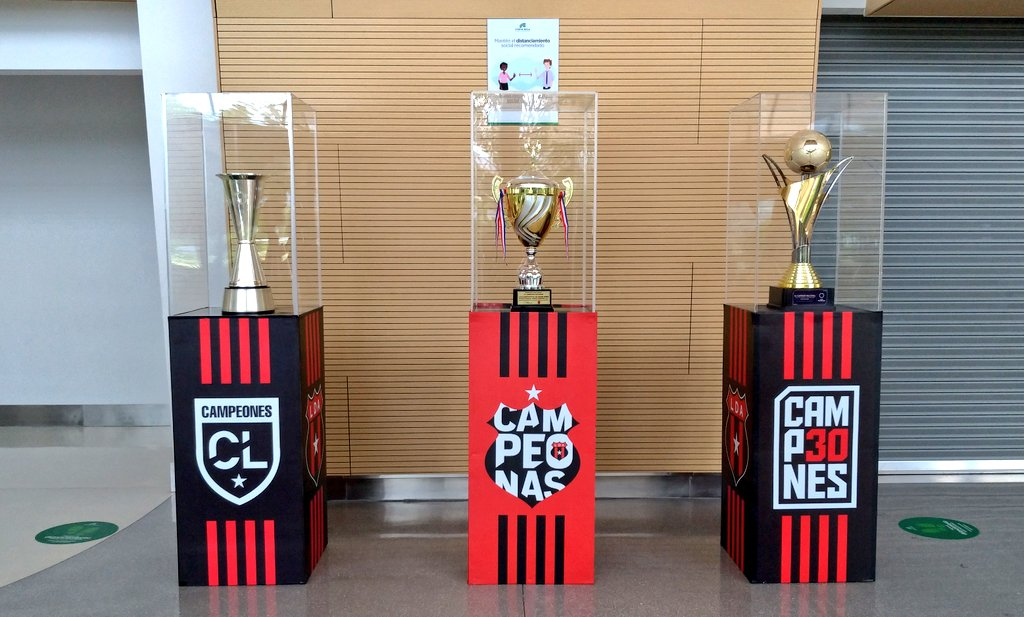
De izq. a der. trofeos de la temporada 2020-21; Liga CONCACAF 2020, Campeonato de Apertura Femenino 2021 y Campeonato de Apertura 2020.

#### Nacionales
- Campeonato de Primera División y Copa (3) : 1928, 1941, 1949.
- Campeonato de Primera División y Super Copa (2) : 2011-12, 1966.

#### Internacionales
- Campeonato de Primera División y Copa Interclubes de Uncaf (2) : 1996-97, 2002-03.
- Campeonato de Primera División y Liga Concacaf (1) : 2020-21.
- Copa y Copa Centroamericana de Concacaf (1) : 2023.
- Recopa y Copa Centroamericana de Concacaf (1) : 2024.

Dobletes alcanzados por el club.

### Campeonatos Consecutivos

#### Primera División
- Bicampeonatos (8): 1949-50, 1958-591, 1970-71, 1983-84, 1991-92, 1996-97,2000-012, 2010-111.
- Tricampeonatos (3): 1958-60, 2000-022, 2010-11.
- Tetracampeonatos (1): 2000-03.

1Parte de un tricampeonato posterior, 2como parte de un tetracampeonato posterior.

#### Copa
- Bicampeonatos (3): 1926-28, 1941-44, 1948-49.

Los torneos de Copa no necesariamente se han jugado consistentemente anualmente.

### Competiciones de carácter amistoso y otros
1. Algunos torneos como la Copa LG formaban parte de un torneo oficial como la Uncaf, pero no son reconocidos por oficiales.
2. La Copa Taca de las Américas se jugó como intento de darle continuidad a la Copa Interamericana, pero no se reconoce como oficial por no haberse pagado un porcentaje por parte del organizador.

##### Nacionales
- Campeón Copa Compañía Bananera de Costa Rica (1): 1953.[312]
- Campeón Aniversario Saprissa (1): 1985.[313]
- Campeón Copa Ibérico (2): 2012, 2013.[314][315]
- Campeón Copa LG (1): 2014.[316]
- Campeón Super Clásico (1): 2015.[317]
- Campeón Torneo 90 Minutos por la Vida (7): 2003, 2015, 2018, 2019, 2020, 2022, 2024.[318][319][320][321][322]

##### Internacionales
- Campeón de Copa de las Américas (1): 2004. [323][324]

- Campeón de Copa Internacional KLM (1): 1994. [325][326][327]

- Campeón de Campeonato Centroamericano (1): 1961. [328][329]

- Campeón de Copa LG UNCAF (1): 2000. [330]

- Campeón de Triangular Internacional (1): 1960. [331]
- Campeón de Cuadrangular Antonio Escarré: 1964.[332]

- Serie Internacional (0/1):

Subcampeón: 2013.
- Campeón de Gira Centroamericana (1): 2016. [334]

- Campeón de Cuadrangular Internacional (1): 1960. [335]

- Copa de Gira Mundial (1): 1960. [336]

- Campeón de Copa Morera Soto (1): 2012. [337][338]

- Copa Exmex (0/1):

Subcampeón: 2007.
- Copa Cementos Fortaleza (0/1):

Subcampeón: 2018.
- Campeón de Copa Diunsa (1): 2018. [342][343][344]

- Campeón de Copa Lacsa (1): 1991. [345]

- Capital Cup (0/1):

Subcampeón: 2021.
- Copa Phillips (0/1):

Subcampeón: 1957.
- Triangular Internacional (0/2):

Subcampeón: 1962, 1974.

## Símbolos
El suéter que usaba en un inicio fue la misma del equipo veraniego C. S. 11 de abril con camiseta blanca y negra a rayas, pero en el campeonato oficial de 1921 inscribió uniforme con el color blanco en la camiseta y pantaloneta blanca con una A roja en el pecho, lado izquierdo. La intención original era conseguir el uniforme blanquinegro en la tienda Siglo Nuevo, la única tienda especializada en esa época. Fue don Rodolfo Castaing Castro, entonces presidente de La Liga quien intentó hacer la compra, no obstante no tuvo éxito ya que personeros de Club Sport La Libertad se habían llevado todas las existencias. Don Rodolfo resolvió comprar un juego de camisas en rojinegro que era el único que quedaba. A partir de 1925, este uniforme sería remplazado por uno que por estatutos sería el uniforme oficial para siempre.
Escudo actual y colores oficiales del club.
Bandera usada por aficionados

### Himno
El primer himno deportivo del club se estrena en 1925 compuesto por Víctor Manuel Elizondo y Tobías Sanabria. El actual himno de la Liga Deportiva Alajuelense fue oficializado en la sesión 668, el día 31 de agosto de 1992 durante la presidencia del Dr. Longino Soto Pacheco. La letra fue escrita y la música fue compuesta por Gilbert el Brujo Castro. El arreglo musical estuvo a cargo de la Banda Nacional de Alajuela y Marco Tulio Corao. Letra oficial del himno de la Liga Deportiva Alajuelense.
| Himno de Alajuelense, 1925 Letra por Víctor Manuel Elizondo y música por Tobías Sanabria. La oncena deportiva va con su Capitán, al campo de la lucha triunfos a conquistar. La seda roja y negra de su estandarte es, un símbolo que indica que siempre hay que vencer. Viva Alajuela! Viva el Futbol! Van nuestros once con el balón. Adentro forwards! es la ocasión: fuerte a la meta! gol, gol, gol! | Cuando avanzan los once de nuestra división, ni el gran Zamora ataja la fuerza del balón. Pues es voz de la fama que su consigna es: cuando la bola entre, que pase todo y red,. Viva Alajuela! Viva el Futbol! Van nuestros once con el balón. Adentro forwards! es la ocaslón: fuerte a la meta! gol, gol, gol! | Himno de Alajuelense, 1992 Letra y música por Gilbert el Brujo Castro, arreglo musical a cargo de la Banda Nacional de Alajuela y Marco Tulio Corao. Alajuela, Liga, Liga En la cúpula del fútbol Siempre reinarán Tus colores rojo y negro Son orgullo nacional. Fuerza, garra e inteligencia Nuestro equipo siempre lo tendrá Liga, Liga, Liga, Liga Campeón de Campeones Siempre serás | Liga, Liga, Liga, Liga Campeón de Campeones Siempre serás En el Estadio Morera Soto Disfrutamos la emoción Y la fiesta de fútbol Arriba Liguistas Hagamos la ola Que viva la Liga Con casta de Campeón Arriba Liguistas Hagamos la ola Que viva la Liga Con casta de Campeón |

 Escuchar el himno de L. D. Alajuelense (1992).

### Mascota
El León fue elegido, según el Lic. Goering Picado Arguedas quién señala las virtudes que distinguen a la mascota del equipo rojinegro.

Dinamismo, fidelidad, fortaleza y valor; son las cualidades que se le otorgan al León, suficientes para la escogencia como mascota del equipo.

El exjugador e historiador del equipo manudo, Gilbert Brujo Castro, cuenta que en los ochenta se hizo un concurso con la afición alajuelense para elegir a una mascota, Julio César Soto, explica que tal concurso se dio entre 1979 y 1980.

Recuerdo que inclusive una hija mía hizo un pájaro cacique. Estaba muy lindo el dibujo, pero no transmitía la fuerza. Alguien dijo que por qué no un León, y así quedó, porque el león transmite la fuerza, el corazón, la entrega, la garra, la fuerza que tiene La Liga
Gilberth Castro

En ese entonces los equipos tenían como representantes las hortalizas. Cartaginés tenía una papa, Saprissa una remolacha, La Liga un mango y Herediano una flor. Hicimos un concurso para tener una nueva mascota y salieron dibujos muy curiosos. Recuerdo que había una pantera negra con ojos rojos. La comisión dirigida por mí se decidió por el León, que fue bien recibido.
Julio César Soto

El 17 de junio de 2017 se renueva la versión de El León que responde a la escogencia que hizo la propia afición de La Liga, luego de que el jerarca manudo, Fernando Ocampo, anunció el 16 de febrero en redes sociales, que urgía renovarlo.

### Banda
El 17 de junio de 2017 se oficializa la primera banda musical que representa un club de fútbol de Costa Rica. 11/04 es una banda formada por 10 músicos manudos, enfocada en alentar al equipo de L.D.A. El nombre de la banda es un homenaje al equipo C. S. 11 de abril, los fundadores más inmediatos de Liga Deportiva Alajuelense. Aquel equipo formado el 11 de abril de 1914 y donde siete de sus jugadores, formarían después parte de L.D. Alajuelense. Nació a partir de un anuncio publicado en Facebook, por la Agrupación Somos La Liga, donde buscaban a músicos aficionados al club.
El grupo está integrado por Carlos García (voz), Roy Zumbado (teclado), Natha Santamaría (batería), Pablo Santamaría (guitarra), Andrés Morales (trompeta), Jordán Castillo (trompeta), Danny Cruz (saxofón).

### Grito
¿Cuál equipo es el mejor? ¡Liga, Liga, si señor!
Richard Smith Hylton

Es el grito de motivación justo antes de iniciar los partidos los jugadores juntan sus manos, un jugador pregunta gritando ¿Cuál equipo es el mejor? y el resto responde ¡Liga, Liga, si señor!, creado por el exjugador Richard Smith inspirado por los Chicago Bulls en los años 90 con su famoso: What time is it? Game time!

## Uniforme

### Evolución del uniforme[359]
| 2009 | 2010 | 2011 | 2012 | 2013 | 2014 | 2015 |

#### Primer uniforme
| 2016 | 2017 | 2018 | 2019 | 2020 | 2021 |

| 2009 | 2010 | 2011 | 2012 | 2013 | 2014 | 2015 |

#### Segundo uniforme
| 2016 | 2017 | 2018 | 2019 | 2020 | 2021 |

| 2010 | 2011 | 2012 | 2013 | 2014 | 2015 |

#### Tercer uniforme
| 2016 | 2017 | 2018 | 2022 |

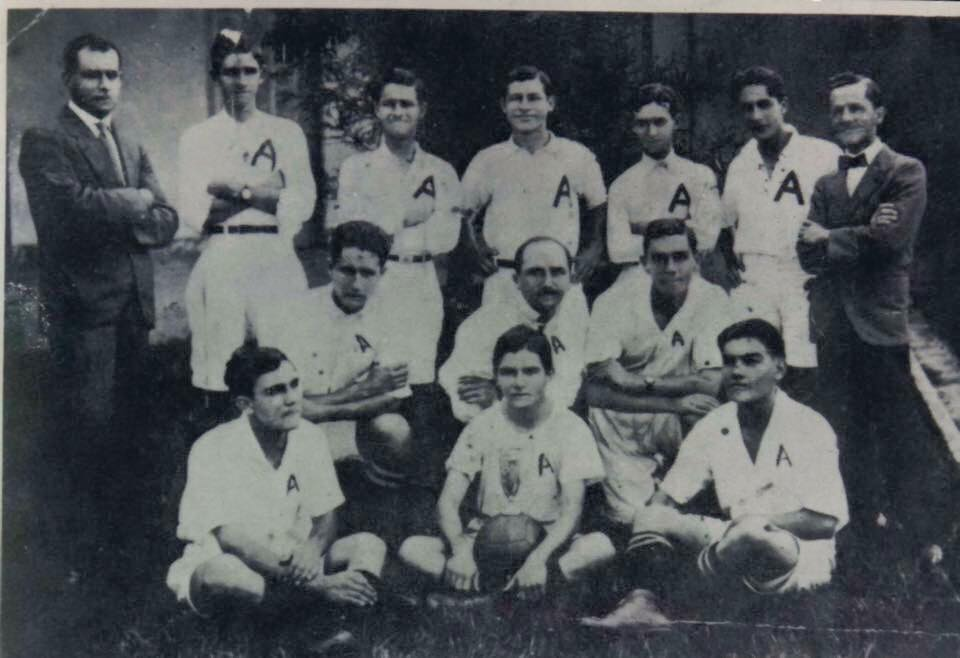
Primer uniforme de L.D. Alajuelense entre 1921-25.

El uniforme titular usa los tradicionales colores del club: rojo y negro, siendo en este caso el color negro el predominante. El cuello de la camiseta es una mezcla del clásico cuello redondo y de un cuello en v. Además de una franja ancha central en color rojo y dos líneas también rojas a los costados. El uniforme visitante hizo en un estilo muy clásico con cuello en v. Es de color blanco con una franja ancha frontal en color rojo y dos finas líneas negras, una de cada lado de la franja roja. La versión alternativa es idéntica al de visitante en diseño y características, fue diseñado en color rojo y negro, siendo en general el rojo el color predominante pero frontalmente dividido al centro, mitad rojo, mitad negro.

Alajuela, 4 de junio de 1925
Sr. secretario de la Liga Nacional de Fútbol, San José.
Sr secretario
Ruégole a usted poner en conocimiento de este tribunal, que esta Directiva en su última sesión acordó, cambiar el uniforme a nuestro equipo de Primera División, cuyos miembros seguirán usando durante los juegos de Campeonato este año: Suéter de color negro y rojo a rayas verticales y pantalón blanco.
Su atto, S.S
Ramón Méndez Quesada.
Secretario.

### Indumentaria y patrocinadores
| \| Período \| Proveedor \| \| ----------- \| --------- \| \| 1994 - 1995 \| \| \| 1996 - 1998 \| \| \| 1998 - 2000 \| \| \| 2000 - 2001 \| Escord \| \| 2001 - 2002 \| \| \| 2003 - 2008 \| \| \| 2008 - 2017 \| \| \| 2018 - 2023 \| \| \| 2023 - \| \| |                           |
| Período | Proveedor                 |
| 1994 - 1995 | Bandera de España         |
| 1996 - 1998 | Bandera de Estados Unidos |
| 1998 - 2000 | Bandera de México         |
| 2000 - 2001 | Escord                    |
| 2001 - 2002 | Bandera de Brasil         |
| 2003 - 2008 | Bandera de Costa Rica     |
| 2008 - 2017 | Bandera de Alemania       |
| 2018 - 2023 | Bandera de España         |
| 2023 - | Bandera de Inglaterra     |

| Período     | Proveedor                 |
| ----------- | ------------------------- |
| 1977 - 1980 | Bandera de Estados Unidos |
| 1980        | Bicicletas Caloi          |
| 1981 - 1983 | Bandera de Estados Unidos |
| 1983 - 1985 | Punto Rojo                |
| 1985 - 1987 | Glidden                   |
| 1987 -1988  | Coca-Cola Cherry          |
| 1988        | Jabón Fortuna             |
| 1988 - 1990 | Punto Rojo                |
| 1990 - 1991 | Sin Patrocinio            |
| 1991 - 1992 | Mutual Alajuela           |
| 1992 - 1994 | Bandera de Estados Unidos |

## Cronología
En sus primeras dos décadas desde su fundación, el equipo rojinegro pudo dar dos vueltas olímpicas, en 1928 y 1939. Sin embargo, en esa temporada, uno de los delanteros de La Liga consiguió también su primer título de goleo: se trató de Alejandro Morera Soto, quien pronto se convertiría en uno de los más grandes ídolos del equipo, al punto de que legó su nombre al estadio en donde juega el equipo desde 1940. Soto celebró otros dos campeonatos de liga con los Manudos, en 1941 y 1945, y a partir de ahí, las alegrías no han parado de llegar para el equipo rojinegro. 
En cada década desde entonces, el equipo se ha proclamado campeón por lo menos en dos ocasiones, siendo su mejor etapa la comprendida en los años noventa y el principio del siglo XXI, en la que, con varios jóvenes talentos surgidos de su prolífica cantera, el equipo dio ocho vueltas olímpicas, incluido un tetracampeonato entre 1999 y 2003. El club aportó importantes valores a selección nacional de Costa Rica que participó en la Copa Mundial de la FIFA Corea/Japón 2002, Olimpiadas de Fútbol Atenas 2004. Además, ese mismo 2004 la Liga se coronó campeón de CONCACAF por segunda vez en su historia.

## Jugadores

### Equipo 2025
- Pueden tener 5 jugadores extranjeros en su convocatoria para partidos oficiales de Primera División y los 5 podrá estar en el campo a la vez.
- Se utiliza nacionalidad deportiva en caso de múltiples nacionalidades.
- Jugadores de Fuerzas Básicas solo aparecerán en la sección de Filiales cuando tengan participación.  corresponde a jugadores U-21.

### Números retirados
- 20 -  Mauricio Montero (1987-1998)[365][366]
- 6 -  Wilmer López (1993-2007)[367][368]

### Jugadores de Selección
Lista de jugadores del club convocados por sus respectivas selecciones nacionales de fútbol.
Última convocatoria en negrita.
| Seleccionados | Seleccionados | Seleccionados | Seleccionados                                                                                   |
| Selección     | Cat.          | #             | Jugador(es)                                                                                     |
| ------------- | ------------- | ------------- | ----------------------------------------------------------------------------------------------- |
| Costa Rica    | Cat. A        | 3             | Alejandro Bran, Santiago van der Putten, Alexis Gamboa                                          |
| Costa Rica    | U-23          | 2             | Bayron Mora, Guillermo Villalobos                                                               |
| Costa Rica    | U-20          | 6             | Alejandro Arenas, Walter Ramírez, Claudio Montero, Esteban Cruz, Farbod Samadian, Jorge Morejón |
| Costa Rica    | U-17          | -             | Sin participación reciente                                                                      |
| Costa Rica    | U-15          | -             | Sin participación reciente                                                                      |

## Estadísticas
A continuación se exponen diversos datos estadísticos que giran en torno al club.
Mejor posición ocupada por el equipo en las principales competiciones en las cuales ha participado.
|                   | Nacionales | Nacionales | Nacionales | Nacionales | Nacionales | Nacionales | Internacionales | Internacionales | Internacionales | Internacionales | Internacionales | Internacionales | Internacionales | Internacionales |
| L. D. Alajuelense |            |            |            |            |            |            |                 |                 |                 |                 |                 |                 |                 |                 |
| ----------------- | ---------- | ---------- | ---------- | ---------- | ---------- | ---------- | --------------- | --------------- | --------------- | --------------- | --------------- | --------------- | --------------- | --------------- |
| Mejor pos.        | 1º         | 1º         | 1º         | 1º         | 1º         | 1º         | 2º              | 1º              | 1º              | 1º              | 1º              | 5º              | 8º.F.           |                 |

- La Copa Merconorte y Sudamericana se disputó por invitación, ya que no corresponde a un torneo organizado por la Confederación a la cual pertenece Alajuelense.
- Copa Uncaf (Fraternidad, Grandes de Centroamérica, Interclubes) y Copa Interamericana ya no se disputa.
- Los Torneos Relámpagos eran organizados por la Federación Costarricense de Fútbol, ya no se disputa.
- El Campeonato de Segunda División fue obtenido aun cuando también disputaba en Primera División.

A continuación se listan los máximos goleadores del equipo, jugadores con más encuentros disputados y más campeonatos obtenidos de la Primera División.
| Estadistícas jugadores | Estadistícas jugadores | Estadistícas jugadores | Estadistícas jugadores  | Estadistícas jugadores  | Estadistícas jugadores  | Estadistícas jugadores     | Estadistícas jugadores     | Estadistícas jugadores     |
| Máximos goleadores     | Máximos goleadores     | Máximos goleadores     | Más partidos disputados | Más partidos disputados | Más partidos disputados | Más campeonatos nacionales | Más campeonatos nacionales | Más campeonatos nacionales |
| ---------------------- | ---------------------- | ---------------------- | ----------------------- | ----------------------- | ----------------------- | -------------------------- | -------------------------- | -------------------------- |
| 1.                     | Alejandro Morera Soto  | 288 goles              | 1.                      | Wilmer López            | 478 partidos            | 1.                         | Luis Marín                 | 9 títulos                  |
| 2.                     | Errol Daniels          | 196 goles              | 3.                      | Luis Marín              | 451 partidos            | 3.                         | Javier Delgado             | 8 títulos                  |
| 3.                     | Jonathan McDonald      | 127 goles              | 2.                      | Harold Wallace          | 424 partidos            | 2.                         | Álvaro Mesén               | 8 títulos                  |
| Ver lista completa     | Ver lista completa     | Ver lista completa     | Ver lista completa      | Ver lista completa      | Ver lista completa      | Ver lista completa         | Ver lista completa         | Ver lista completa         |

- La cantidad de anotaciones de Alejandro Morera Soto es la registrada hasta el momento, podrían ser más.[373]

## Distinciones individuales
Jugadores de Alajuelense que sobresalen por sus logros individuales brindando sus servicios a la institución.
| Distinciones Individuales                                                                   | Distinciones Individuales |
| Destacado                                                                                   | Jugador                   |
| ------------------------------------------------------------------------------------------- | ------------------------- |
| Extranjero con más anotaciones en Liga récord nacional.                                     | Josef Miso                |
| Extranjero con más participaciones en Liga                                                  | Pablo Gabas               |
| Goleador con más anotaciones en clásicos récord nacional.                                   | Rolando Fonseca           |
| Goleador del club en clásicos                                                               | Jonathan McDonald         |
| Mejor futbolista costarricense del siglo, según la IFFHS                                    | Alejandro Morera          |
| Más títulos de goleo en torneos de Copa récord nacional.                                    | Alejandro Morera          |
| Máximo ídolo del club, el estadio lleva su nombre                                           | Alejandro Morera          |
| Goleador histórico del club, más títulos de goleo y consecutivos de la FPD récord nacional. | Errol Daniels             |
| Mejor anotador rojinegro en partidos internacionales                                        | Juan Ulloa                |
| Fundador, primer entrenador, capitán y convocado a selección del club                       | Jorge Luis Solera         |
| Jugador con más apariciones del club                                                        | Wilmer López              |
| Jugador con más campeonatos nacionales del club y juegos con la selección                   | Luis Marín                |
| Única camiseta retirada del club                                                            | Mauricio Montero          |
| Marca de imbatibilidad del club                                                             | Alejandro González        |
| Arquero con más juegos del club                                                             | Patrick Pemberton         |
| Arquero con más títulos del club                                                            | Álvaro Mesén              |
| Último jugador en hacer su carrera completa en Alajuelense                                  | Ricardo Chacón            |

## Entrenadores
La estadística oficial de los registros del club manudo indica que, a lo largo de sus participaciones en los Campeonatos Nacionales de la Primera División desde 1921, ha habido 32 técnicos distintos, entre estos 29 entrenadores costarricenses, cinco uruguayos, cuatro colombianos, cuatro checos, dos brasileños, dos españoles, un chileno, húngaro, neerlandés, portugués y peruano.

A continuación se exponen diversos datos estadísticos que giran en torno a entrenadores distinguidos del club.
| Entrenadores                             | Entrenadores     | Entrenadores     | Entrenadores |
| Récord                                   | Competencia      | Entrenador       | Cantidad     |
| ---------------------------------------- | ---------------- | ---------------- | ------------ |
| Único campeón invicto con marca perfecta | Primera División | Alejandro Morera | 1            |
| Más partidos dirigidos                   | Primera División | Óscar Ramírez    | 216          |
|                                          | Internacional    | Hugo Tassara     | 58           |
|                                          | Copa             | Nelson Morera    | 16           |
|                                          | General          | Óscar Ramírez    | 249          |
|                                          | Temporadas       | Óscar Ramírez    | 9            |
| Más campeonatos conseguidos              | Primera División | Óscar Ramírez    | 5            |
|                                          | Internacional    | Javier Delgado   | 2            |
|                                          | Copa             | Alejandro Morera | 2            |

## Secciones deportivas
Equipos deportivos costarricenses asociados a La Liga Deportiva Alajuelense u otros convenios:
Para referirse a otras divisiones ir al artículo principal.

### Amputados
La Liga cuenta con su propio equipo en el torneo nacional de fútbol para amputados, con el propósito de solventar las necesidades básicas de jugadores para que puedan desarrollar con éxito el fútbol en muletas.
 Campeonato Nacional (4/3): 2019, 2020, C. 2022, A. 2023.
Subcampeón: 2016, 2017, 2022

## Anexos
| Estadísticas | Información | Otros |
| --- | --- | --- |
| - Distinciones individuales en Alajuelense - Estadísticas de Liga Deportiva Alajuelense - Entrenadores de Liga Deportiva Alajuelense - Trayectoria de Liga Deportiva Alajuelense - Historia de Liga Deportiva Alajuelense | - Clásico Nacional - Clásico Provincial - Estadio Alejandro Morera Soto - Alajuelense Reservas - Alajuelense Fútbol Femenino | - Otras competiciones internacionales - Campeonatos de Uncaf - Campeonatos de Concacaf - Campeonatos de Alajuelense en Primera División - Competiciones de Conmebol |